# Paranapanema
Paranapanema (portugalsky Rio Paranapanema) je řeka na jihovýchodě Brazílie, která tvoří hranici mezi státy São Paulo a Paraná. Je přibližně 800 km dlouhá.

## Průběh toku
Pramení na severních svazích pohoří Serra du Paranapiacaba. Protíná jižní část Brazilské vysočiny směrem na západ v hluboké dolině. Překonává řadu peřejí. Ústí zleva do řeky Paraná.

## Vodní režim
V létě dochází k prudkým povodním. Průměrný průtok vody u města Balsa du Parapanam činí 915 m³/s.

## Využití
Využívá se k zisku vodní energie (Jurumirim, Chavantes, Salto Grande, Canoas II, Canoas I, Capivara, Taquaruçu, Rosana). Vodní doprava je možná do vzdálenosti 80 km od ústí. Leží na ní město Piraju.